# Petroglifos de Gabón

El primer petroglifo de Gabón fue descubierto en 1987 en el sitio de Elarmekora. Desde entonces, se han catalogado en torno a 1.200 petroglifos en un área de 200 km², en el valle del río Ogooué (léase Ogoué), la mayoría pertenecientes a la Edad del Hierro, cercanos ya al inicio del cristianismo.

## El contexto
Los petroglifos de Gabón se encuentran en una zona en que alternan el bosque y la sabana, al norte del río Congo. En toda África Central el arte rupestre aparece generalmente en los límites exteriores de la cuenca del río Congo, donde la densa selva da paso a los campos abiertos de la sabana. Al parecer, en estos lugares de Gabón se asentaban temporalmente los pueblos bantúes que llegaban desde Camerún, de camino hacia la costa atlántica del golfo de Guinea o a los bosques profundos de la cuenca congoleña.
La localización en el conjunto del África Central es muy dispersa. Entre unos sitios y otros, que tienen obras muy parecidas, las distancias son muy grandes. Entre la cuenca del río Ogooué y el sitio de Bidzar, en el norte de Camerún, hay 1000 km, y aún más lejos se encuentran los sitios de Capelo y Bambala en el alto Zambeze, en Angola, a 1.500 km.
El río Ogooué cruza el país formando un arco que nace en el sudoeste y desemboca en el Atlántico en un amplio delta.

## La datación
Los análisis de radiocarbono sitúan los grabados hace más de 1.400 años. Estudios realizados con las cerámicas encontradas en Gabón muestran que en este lugar vivieron dos culturas, los okanda, hace entre 2300 y 1850 años, de la primera Edad del Hierro, y los otumbi, hace entre 1900 y 1400 años, de mediados de la Edad del Hierro. El 85% de Gabón está cubierto de selva siempre verde y el 15% es sabana. 

## El curso alto del Ogooué
En esta zona, solo se ha encontrado un sitio, Kaya Kaya, sobre una formación de arenisca y cuarcita 15 km corriente abajo del pueblo de Franceville. Se trata de 30 grabados sobre rocas oblongas en el lecho de una pequeña corriente bajo el dosel de un bosque galería en la sabana.
La técnica del grabado se ha hecho mediante un surco en la roca a base de golpes, lo que hace que la anchura y la profundidad de la línea sea irregular.
Los motivos en este lugar tienen la forma de vulvas grabadas sobre rocas con forma de falo, que probablemente formaban parte de rituales de fertilidad. En algunos grupos étnicos de la zona, las mujeres llevan dibujos con forma de vulva tatuados en los hombros.

## El curso medio del Ogooué
Aquí, el río atraviesa dos zonas geológicas, una lengua de roca arcaica (más de 2.500 millones de años) entre dos formaciones proterozoicas (entre 2.500 y 600 millones de años). Los grabados se agrupan en dos zonas que reflejan la línea de las formaciones rocosas. En la zona occidental se encuentran los sitios de Elannekora y Epona, con casi 670 grabados. En la zona oriental, en la reserva de fauna Lopé, en el área de Kongo Boumba y en Lindili, Doda e Ibombi se encuentran más de 520 grabados, en un área de 150 km², donde se concentra el proyecto de la ECOFAC (Ecosystemes Forestiers en Afrique Centrale).
La técnica en esta zona es diferente a la del curso alto del río. Aquí se traza una vasta línea exterior con la forma del grabado y luego se realizan cientos de pequeñas depresiones en forma de V en el interior, de 2 a 6 mm, picoteando la roca para crear sombras. Todo indica que se ha utilizado un cincel de hierro. Salvo en Elarmekora, donde el picoteado es uniforme, en las demás se han realizado otro tipo de muescas que unen las depresiones, como enlazándolas, especialmente en Kongo Boumba. Estos dos estilos hacen pensar que tanto los okanda como los otumbi participaron en la realización de los grabados.
Los motivos en esta región son de cuatro tipos: figuras geométricas, animales, representaciones de armas y herramientas, y formas no identificables. 
Los motivos geométricos son el 75% de las figuras. La mayoría son circulares, pero también los hay triangulares y rectangulares. Las formas de animales son simples cuerpos con cuatro extremidades y una cola, pero no se identifican con animales conocidos. Unas pocas formas parecen peces e insectos.

## Epona y Elarmekora
Son los dos sitios más destacables y están muy cercanos, a apenas 3 km uno del otro, cerca de la población de Ndjolé.
Los petroglifos de Epona, de los que se han contado 410, se encuentran sobre tres bloques de gneis en la ladera de una colina. La mayoría de motivos, el 98% son círculos simples y concéntricos. Destacan cinco figuras con forma de lagarto y un cuchillo arrojadizo como los que utilizan los bantúes en África Central.
El Elarkemora hay 240 petroglifos sobre afloramientos de gneis en el río. En este caso, las figuras han sido finamente delineadas con el uso de cinceles de hierro. Hay cinco zonas separadas, en dos de ellas dominan los triángulos y en otras dos los círculos. En la restante solo hay siete figuras, con dos animales. 